# 13052 Las Casas
13052 Las Casas este o planetă minoră (asteroid), cu un diametru de 6,503 km, din centura de asteroizi. A fost descoperită pe 22 septembrie 1990 la Observatorul European Austral de Eric Walter Elst și a fost numită după Bartolomé de las Casas. 
Obiectul prezintă o orbită caracterizată de o semiaxă mare de 2,6499222 UAi, o excentricitate de 0,04, o înclinație de 4,13046 ° în raport cu ecliptica.